# Tozal de Plana Ballestera
El Tozal de Plana Ballestera es una montaña de 1384 metros de altitud que se encuentra en el municipio del Pont de Suert en la comarca de la Alta Ribagorza.